# Осадца Петро Васильович
Петро Васильович Осадца (7 березня 1976, м. Бережани, нині Україна — 26 травня 2022, м. Попасна, Луганська область, Україна) — український військовослужбовець, старший сержант Збройних сил України, учасник російсько-української війни.

## Життєпис
Петро Осадца народився 7 березня 1976 року в місті Бережанах на Тернопільщині.
Закінчив Бережанський агротехнічний технікум, юридичні факультети Львівського коледжу і ТНЕУ.
Активний учасник Революції гідності. Возив дрова з місця проживання (Бережани) до Києва під час Революції Гідності. Від 2016 року проходив службу за контрактом. 
У 2017 одержав медаль «За незламність духу». 
З початком російського вторгнення в Україну 2022 року пішов воювати.
Загинув 26 травня 2022 року внаслідок важких поранень в м. Попасна на Луганщині. Він намагався врятувати пораненого побратима, в наслідок чого потрапив у засідку і був убитий російським снайпером.
Залишилася донька та син.

## Нагороди
- орден «За мужність» II ступеня (7 червня 2022, посмертно) — за особисту мужність і самовіддані дії, виявлені у захисті державного суверенітету та територіальної цілісності України, вірність військовій присязі[4];
- орден «За мужність» III ступеня (26 квітня 2022) — за особисту мужність і самовіддані дії, виявлені у захисті державного суверенітету та територіальної цілісності України, вірність військовій присязі[5].